# Boca Samí
Boca Samí es una localidad de la isla caribeña de Curazao,  un territorio ultramarino neerlandés con estatus de país autónomo, en las Antillas Menores. Es la ciudad sede del clube de fútbol CRKSV Jong Colombia. Es además una pequeña villa de pescadores con cerca de 50 habitantes y está localizada a cinco kilómetros al oeste de la ciudad capital de Willemstad.